# Féodalité

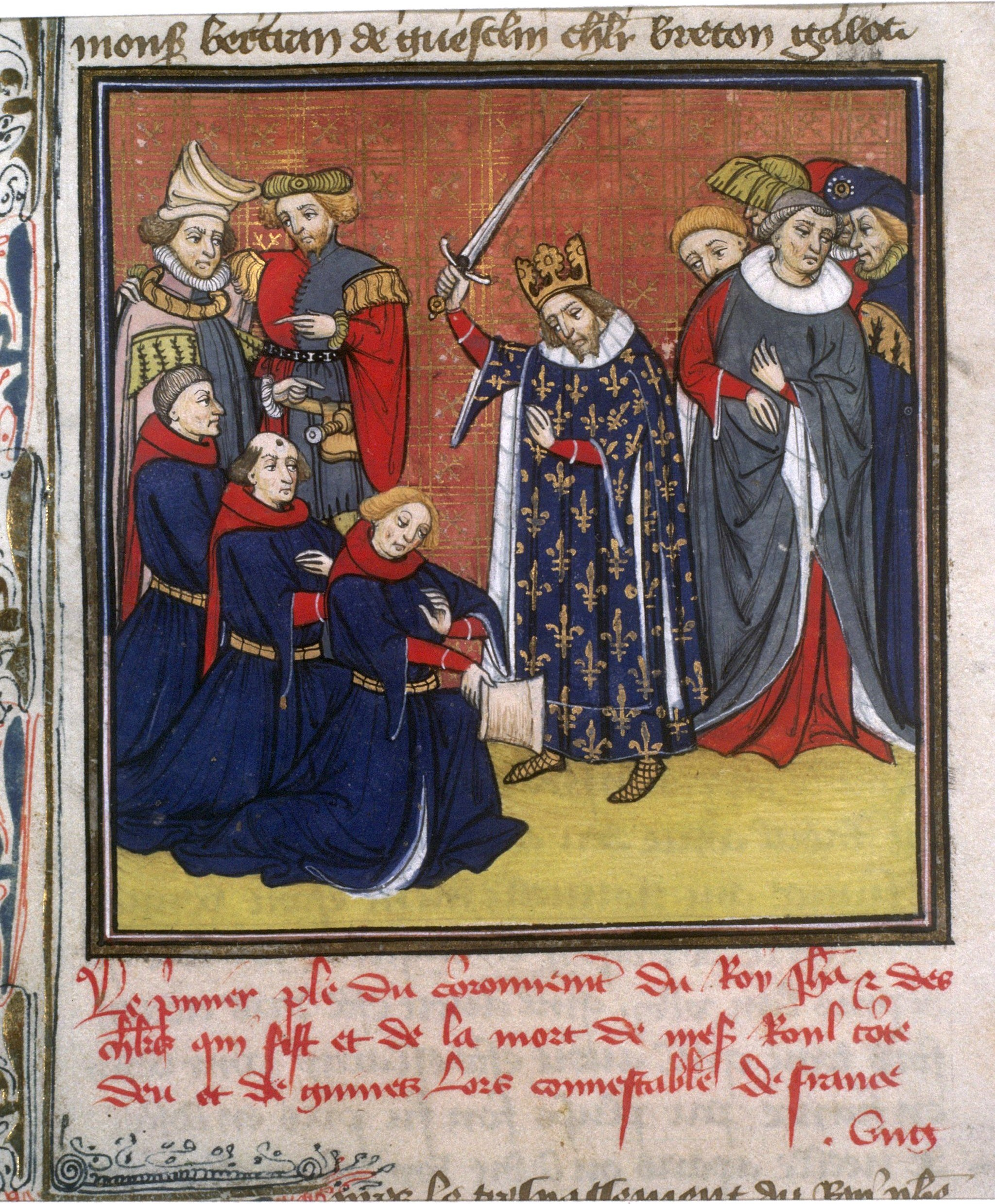
Jean II adoubant des chevaliers, enluminure des, BnF.

La féodalité est un système politique, ayant notamment existé en Occident chrétien (actuelle Europe) entre les Xe et XIIe siècles, dans lequel l'autorité centrale s'associe avec les seigneurs locaux et ceux-ci avec leur population, selon un système complet d'obligations et de services.
Le terme « féodalité » est issu du latin médiéval feodum, « fief », apparenté au vieux haut allemand fehu, « bétail » et au gotique faihu, « argent, possession ». Le mot « féodalité » est un mot savant et tardif employé au XVIIe siècle, dérivé du mot « fief » par l’intermédiaire de l’adjectif « féodal » ; « fief » et « féodal » sont beaucoup plus anciens : sous leur forme latine — la seule usitée à l’origine —, « fief », en latin fevum, remonte au Xe siècle, mais ne s’est guère répandu qu’au XIe siècle, tandis que « féodal », en latin feodalis, date du XIe siècle.
En France, certains aspects de la féodalité se maintiennent jusqu'à l'abolition des privilèges en 1789.

## Définition: une ou plusieurs féodalités?
Plusieurs définitions peuvent être proposées au terme de féodalité.
D'après Claude Gauvard, la féodalité désigne l'ensemble des institutions qui régissent les rapports entre le seigneur et son vassal, à la fois le lien personnel au seigneur (la vassalité) et le lien réel qui constitue le fief.
La féodalité peut être conçue comme un système politique caractérisé par de forts liens de dépendance d'homme à homme, avec une forte hiérarchisation d'instances autonomes, l'autorité centrale, le pouvoir souverain, la puissance publique étant partagés dans les faits avec des principautés ou des seigneuries, et un important morcellement du droit de propriété s'appuyant sur la détention de fiefs. La féodalité peut aussi être définie comme un ensemble d'institutions et de relations concernant toute la société dite féodale, créant et régissant des obligations et des services — principalement militaires — de la part d'un homme libre, dit « vassal », ayant le plus souvent pour effet la concession par le seigneur au vassal d'un bien, dit « fief ».
Le sens de « féodalité » utilisé au XVIIIe siècle dépend du contexte chronologique et spatial : il renvoie en réalité au système de gestion diluée de la puissance publique, la potestas en latin, en Occident entre la fin du IXe  et le  XIIIe siècle. L'État, l'autorité publique, issus du monde gréco-romain, restaurés sous l'empire carolingien, se disloquent. Les anciens agents de l'Empire responsables des prérogatives régaliennes se les approprient et affirment leur autonomie à partir de l'affaiblissement de la lignée carolingienne à la fin du IXe siècle.

## Historiographie du paradigme de la société féodale
Cette société féodale serait, d'après certains historiens comme Pierre Bonnassie ou Jean-Pierre Poly, le résultat de la disparition de l'autorité publique autour du XIe siècle, due à une crise sociopolitique, la mutation féodale ; mais plus récemment, d'autres chercheurs comme Dominique Barthélemy, ne distinguent pas de changement majeur entre les temps carolingiens et le XIIe siècle. Selon Pierre Riché, la limite de l'an mille ne se justifie que du point de vue symbolique, et non sur la base d'une réelle rupture historique. Quelques auteurs vont jusqu'à nier la notion même de féodalité. Georges Duby, qui se dit plus spontanément historien du féodalisme qu'historien du Moyen Âge, développe dans son ouvrage Les Trois Ordres ou l'imaginaire du féodalisme la notion de révolution féodale, concept issu de la thèse de la « mutation de l’an mil » ou de la « mutation féodale ».
Au IXe siècle, l'Occident connaît de nouvelles invasions. Grâce à leurs navires bien adaptés, les Vikings, venus de Scandinavie (Nord de l'Europe, d'où « Normands »), parviennent à remonter les cours d'eau et à piller l'Occident. La défense du pays est exercée par les représentants du roi dans une circonscription (comtes, abbés et évêques), car le roi n'a pas d'armée pour surveiller en permanence les estuaires et les fleuves. En se substituant localement au roi et en exerçant les mêmes droits que lui dans leurs seigneuries, ils gagnent un certain pouvoir envers les populations.

## Principes
On peut caractériser le féodalisme par l'ensemble des institutions et usages contractuels entre suzerains et vassaux : le suzerain doit à son vassal l'entretien, généralement sous la forme d'une concession de fief (terres ou droits, ou encore rente), et la protection. En contrepartie, le vassal est tenu de fournir à son suzerain aide et conseil (foi et hommage).
Ce type de relations, au départ limitées à l'aristocratie guerrière, où le roi, « suzerain des suzerains », attribue des fiefs à ses fidèles pour protéger plus efficacement son domaine, s'est étendu à l'ensemble de la société, les « serfs » (personnes attachées à la terre du seigneur, ayant un rapport de vassal à suzerain avec leur seigneur). La féodalité désigne alors une société caractérisée par la hiérarchie des terres et des personnes, le morcellement des terres et de l'autorité, la domination de la classe combattante. Le vassal est celui qui, ayant reçu une propriété territoriale nommée bénéfice ou fief, se trouve dès lors dans la dépendance du garant de cette propriété, auquel il doit foi et hommage, en échange d’une assistance de son suzerain dans certains cas. Le suzerain est celui qui, ayant conféré le fief, a droit à l'aide du vassal.
Du reste, le même seigneur peut être suzerain pour certains fiefs (ceux qu'il a conférés) et vassal pour d'autres (ceux qu'il a reçus). Ainsi Sigismond, roi des Burgondes, écrit-il en 518 à l'empereur romain Justin, installé à Constantinople, pour rappeler les liens de dépendance personnelle que ces deux personnes entretiennent l'une envers l'autre : Sigismond n'est que le délégué de l'empereur sur un certain nombre de comtés, et il n'est son délégué que parce qu'il lui a rendu hommage ; ce lien entre vassalité et service public perdure jusqu'au XIVe siècle.

## Origines
Un système féodal reposant sur le clientélisme paraît avoir existé en germe chez les Celtes et les Germains ; il fut régulièrement établi en Gaule à l'époque de la conquête par les Francs ; toutes les terres conquises sont alors divisées en « terres libres » dévolues par le sort à des chefs indépendants, et bénéfices ou fiefs (comme on les nomma plus tard), terres concédées par un chef à ses compagnons d'armes en récompense des services qu'ils lui ont rendus à la guerre.[réf. nécessaire]

### Système vassalique
Les Pépinides héritent du système de relations personnelles germaniques, de la clientèle de la noblesse mérovingienne. Rapidement, pour être en mesure de rémunérer les fidélités, les maires du palais pratiquent le procédé du « chasement » : un vassal est doté d'un bénéfice, souvent les revenus d'un domaine, communément ecclésiastique, et doit subvenir à ses besoins, les siens et ceux de sa petite suite, sur ce domaine. En général, lorsqu'il s'agit d'un domaine ecclésiastique, le guerrier est placé sous la dépendance de l'abbé, mais cette fiction est permise par la mise en place de la précaire : l'abbé confie le domaine au maire du palais pippinide, qui le rétrocède en précaire (precaria en latin) aux fidèles.
La vacance du trône mérovingien entre 737 et 743 est tellement émaillée de révoltes que les fils de Charles Martel éprouvent en 743 le besoin de tirer d'un monastère un rejeton mérovingien, installé sur le trône, mais sans pouvoir réel[source insuffisante].

### Système vassalique carolingien, moyen de gestion de l'État
C'est naturellement que les Carolingiens reprennent à leur compte le système mis en place par leur ancêtre Charles Martel, mais l'appliquent à la gestion territoriale de l'État franc.

#### Bénéfice, rémunération d'un office public
La dynastie carolingienne s'appuie sur le système vassalique pour réorganiser l'État. Charlemagne réorganise les royaumes en vastes ensembles territoriaux, placés sous la tutelle des missi dominici (« envoyés du maître ») qui gèrent une circonscription territoriale, le missaticum, constituée de plusieurs comtés, placés chacun d'entre eux sous la férule d'un fonctionnaire public, le comte, rémunéré par la remise temporaire de terres et/ou de revenus publics, le bénéfice, qui constitue sa rémunération.
Le comte est régulièrement contrôlé par le roi, qui délègue sur place des missi dominici, deux en général, un évêque et un comte de son entourage, chargés de contrôler sa gestion et de s'assurer que la part du roi est régulièrement versée.

#### Fonctionnement du système
Durant le règne de Charlemagne et une partie de celui de son fils, le système fonctionne bien, sans révolte nobiliaire grave, mais ce système s'appuyait sur l'existence de butin, prélevé lors de campagnes militaires victorieuses. La disparition du butin, liée à la fin des guerres d'expansion, est donc l'une des causes principales de la fragilisation du système. Le butin permet en effet au roi de récompenser les fidélités sans pour autant aliéner ses biens propres et les fiscs royaux. Au cours du règne de Louis le Pieux, l'essor territorial ne prend plus la forme de campagnes militaires victorieuses, mais de lents efforts de grignotage de terres à l'Est et en Espagne. La part due au roi du versement des amendes et les nominations sont contrôlées par le roi jusque dans les années 830, dans tout l'empire, et dans certaines contrées jusque dans les années 870. Les missi dominici assurent leurs fonctions au service du roi, mais la restriction de l'horizon territorial finit aussi par les toucher dans les années 865[source insuffisante],[source insuffisante] et c'est à ce moment que Charles le Chauve cesse de se manifester en Catalogne, par exemple.[réf. nécessaire]

#### Dérèglement du système sous le règne de Louis le Pieux
À partir des années 830, l'empire franc s'enfonce dans les guerres civiles autour de la succession de Louis le Pieux, avec, d'une part, l'empereur Louis appuyé sur le clan Welf de son épouse Judith, qui soutient son fils Charles le Chauve, et, d'autre part, les deux fils, Louis et Lothaire. Les grands du royaume profitent des dissensions familiales pour augmenter leurs revenus, leurs immunités, les terres publiques qu'ils contrôlent déjà… Ils dessinent ainsi les configurations mouvantes des années 830, se rapprochant des fils ou du père, selon leurs intérêts ; pendant cette période, chacune des parties, les fils aînés de Louis, d'une part, et Louis, de l'autre, mènent une lutte d'influence pour le soutien de la noblesse, chacun débauchant les fidèles de l'autre en promettant et en donnant beaucoup : des domaines, des abbayes, des charges lucratives. Cependant, à aucun moment, la fiction du contrôle de ces bénéfices par le roi n'est remise en cause : la potestas (pouvoir de juger) se parcellise, mais ne disparaît pas[source insuffisante]

#### Charles le Chauve et le système: un louvoiement perpétuel
À peine entré en possession de sa part d'héritage, Charles le Chauve définit en 843, par le capitulaire de Coulaines, les termes du contrat qui le lie à son aristocratie, dont une partie a été déracinée, selon les clauses du traité de Verdun : aux uns, « la jouissance paisible de leur fonction » ; à l'autre, « aide et conseil ». Cette formation (« fonction ») indique que Charles le Chauve s'appuie sur une noblesse de fonctionnaires (entendu, qui exerce des fonctions au sein de l'État), de plus en plus territorialisée et de moins en moins amovible. En outre, si le roi dispose d'un pouvoir de contrôle, mais aussi de nomination aux grands commandements, les nominations, de fait, sont validées par les grands de son royaume. Le roi contrôle directement un certain nombre de domaines, de monastères et de revenus et dispose donc encore d'une certaine marge de manœuvre face à son aristocratie ; en outre, il s'appuie sur le clergé, dont Hincmar, archevêque de Reims, théoricien et garant du système mis en place durant son règne. Charles le Chauve dispose encore de pouvoirs réels, mais, au fil de son règne, ses moyens s'amenuisent et c'est par une intense activité qu'il parvient à les maintenir, et sur certains points à les abonder, appuyé sur un clergé fidèle, groupé autour d'Hincmar de Reims.

#### Roi, arbitre du système et garant de son équilibre
À aucun moment la présence du roi n'est remise en cause, mais dans les faits, celui-ci se cantonne au nord de la Loire, là où le danger est le plus proche et le plus pressant, là où, abbé laïc, il contrôle le plus grand nombre d'abbayes, notamment les plus riches, là où il contrôle directement ses comtes, sans la médiation d'un duc ou d'un marquis.
À partir de ce moment, toutes les révoltes nobiliaires ont pour but de ramener le roi dans les limites fixées à Coulaines. Les grands se font entendre, lors de plaids ou de révoltes[source insuffisante], lorsque le roi transgresse ses prérogatives, trafique les honneurs ou modifie à son profit les règles du droit, car il est garant de l'équilibre de l'ensemble et le soutien qu'il reçoit est fonction de sa politique, conforme à la justice et au droit. Cependant, s'il y a progressivement patrimonialisation des charges publiques, l'héritier doit voir sa fonction confirmée par le roi ou son représentant (duc ou marquis), par la remise du cingulum et du pallium, rappel des insignes consulaires romains, et symboles de la potestas. Il y a un souvenir de cette pratique quand Hugues Capet demande à un de ses comtes : « Qui t'a fait comte ? », preuve de la survivance de cette croyance[source insuffisante],[source insuffisante].

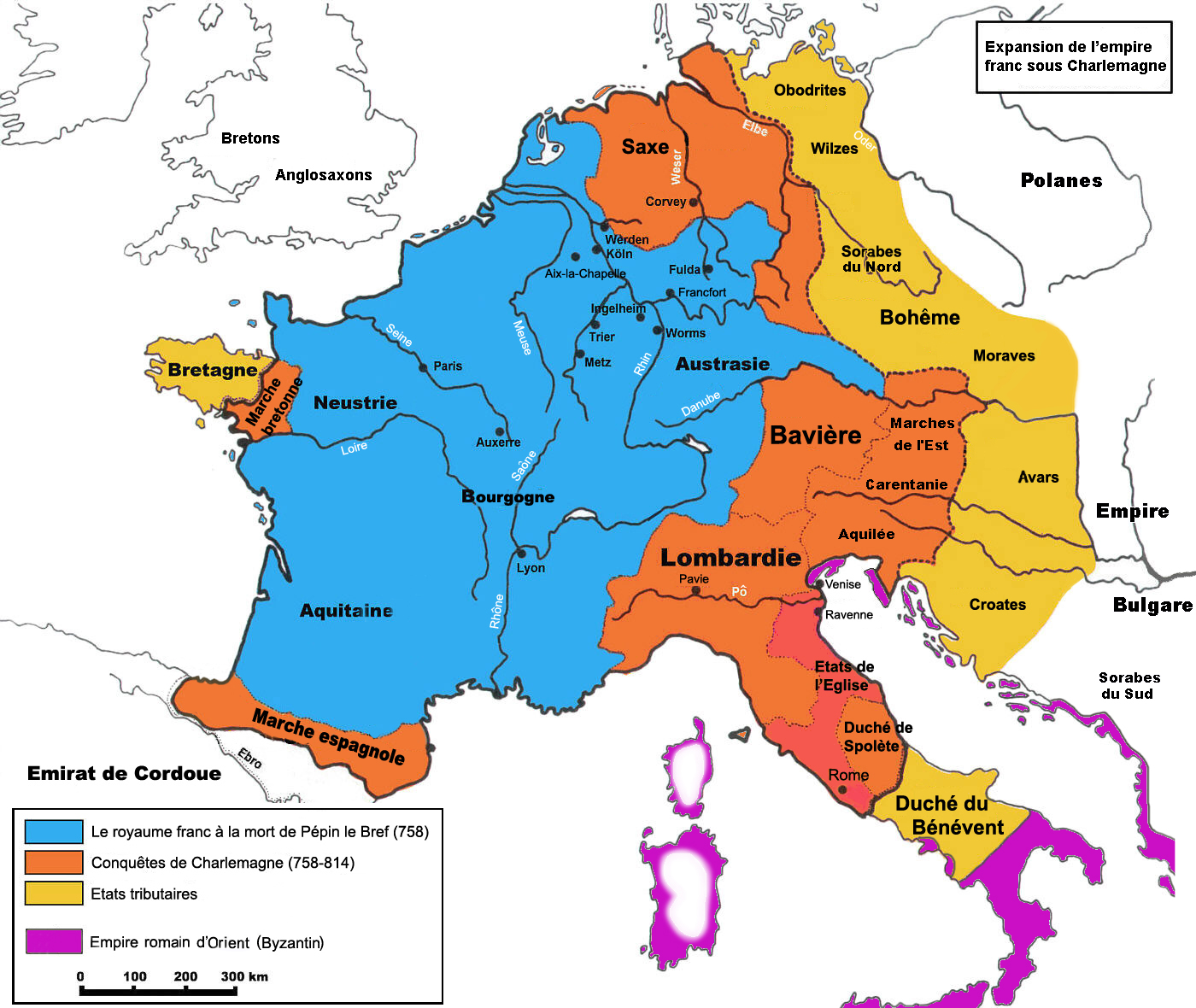
Expansion de l'empire carolingien sous Charlemagne.

Le pouvoir royal s'affaiblit considérablement et l'Europe se divise en principautés entre lesquelles les communications diminuent. En France, l'hérédité des fiefs, déjà préservée en 587 par le traité d'Andelot, est rappelée par écrit trois siècles plus tard dans le capitulaire de Quierzy (877). Cependant, ce dernier n'affirme pas, contrairement à ce qu'une historiographie traditionnelle affirmait, le début d'une véritable époque féodale, fondée sur l'hérédité des charges et des fiefs. Charles le Chauve, à la demande du pape Jean VIII de lui porter assistance contre les Sarrasins, prépare une expédition en Italie. Couronné empereur le 25 décembre 875, il dispose d'une autorité forte, de sorte que la faillite du système politique n'est pas envisageable. Les grands aristocrates de l'Empire, bien que tous ne soutiennent pas cette expédition italienne, lui sont fidèles. Le capitulaire de Quierzy n'annonce pas, en 877, l'affaiblissement de la royauté carolingienne, mais cherche à organiser la régence de l'empire, déléguée au fils de Charles, Louis le Bègue, en l'absence de son père, lui qui craint l'inconstance de son jeune fils. L'hérédité des charges publiques et des bénéfices est déjà reconnue comme "naturelle" depuis longtemps, même si aucune règle écrite ne l'affirmait. Les dispositions de Quierzy sont pour autant extraordinaires et provisoires, liées à l'absence du souverain, et ne définissent nullement un règlement général sur l'hérédité des biens et des charges publiques.
En ce qui concerne les sources ecclésiastiques, elles doivent être analysées avec prudence ; les nombreuses exactions dénoncées par les clercs, comme les brigandages, ne sont pas forcément des actes de violence directe : les châtelains essayent d'imposer des taxes aux habitants des terres d'église ce qui ampute les revenus des religieux. Ces « brigands » sont bien souvent des spoliateurs de l'Église en ce sens qu'ils contestent ou rejettent les droits des églises sur les terres dont ils sont les héritiers. Les adversaires de l'Église sont des puissances laïques que l'autorité politique ne parvient pas seule à réprimer. Les couvents et les églises, subissent souvent les pressions de descendants des donateurs qui cherchent à récupérer les biens patrimoniaux dont ils auraient dû hériter. L'Église prend donc sa propre défense, ce qui est révélateur du glissement de l'autorité en direction de l'Église et de l'affaiblissement de la législation étatique. L'Église représente la seule force morale, le seul frein à la violence des seigneurs et des chevaliers. Au total, les intérêts des châtelains sont en conflit avec ceux de la paysannerie, du clergé et des puissants et le mouvement de la Paix de Dieu découle des efforts de ces trois groupes sociaux pour neutraliser les excès de la noblesse naissante.

### Moralisation des conduites guerrières par l'Église

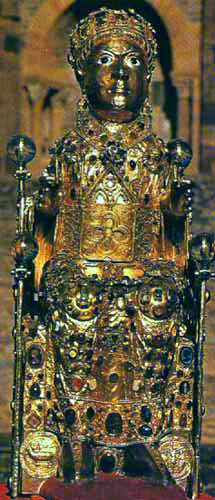
Statue-reliquaire de sainte Foy (IXe siècle). Trésor de l'abbatiale Sainte-Foy de Conques.

L'Église n'est pas épargnée par les désordres des IXe et Xe siècles. Des charges d'abbé, paroissiales ou ecclésiastiques, sont données à des laïcs pour se former des clientèles, ce qui entraîne un relâchement de la discipline monastique et un abaissement du niveau de culture des prêtres. Les rares monastères qui ont conservé une conduite irréprochable acquièrent une grande autorité morale, d'autant plus que l'approche de l'an mil travaille les esprits : l'Apocalypse est le texte sacré qui retient l'attention la plus passionnée. On y lit : « Les mille ans écoulés, Satan, relâché de sa prison, s'en ira séduire les nations des quatre coins de la terre, Gog et Magog, et les rassembler pour la guerre, aussi nombreux que le sable de la mer. ». Les exactions des guerriers semblent correspondre à la prophétie. Dès lors, un soin particulier est mis à se laver de ses péchés. En particulier, les monastères intègres reçoivent de nombreuses donations pour obtenir des prières, en particulier post mortem. Le choix des abbés se fait de plus en plus vers des hommes d'une grande intégrité, et certains, tel Guillaume 1er d'Aquitaine, vont jusqu'à donner l'autonomie et l'immunité à des monastères qui élisent donc leur abbé. Ce fut le cas de Gorze, Brogne ou Cluny. D'autres monastères utilisent des faux certificats d'immunité pour acquérir l'autonomie[source insuffisante].
De tous, Cluny a le développement et l'influence les plus impressionnants. Sous la férule d'abbés dynamiques tels qu'Odon, Maïeul ou Odilon, l'abbaye, entraînant d'autres monastères qui lui sont rattachés, constitue bientôt un ordre très puissant (en 994, l'ordre de Cluny compte déjà 34 couvents). L'une des grandes forces de Cluny est de recruter une bonne partie de ses membres, et particulièrement ses abbés, dans la haute aristocratie : Bernon (909-927) appartient à l'aristocratie du comté de Bourgogne ; Odon (927-942) est issu d'une grande famille de Touraine ; Mayeul (948-994) appartient à la famille provençale des Valensole ; Odilon de Mercœur (994-1048) fait partie du lignage comtal d'Auvergne ; Hugues de Semur (1049-1109) est le beau-frère du duc capétien de Bourgogne et sa nièce épousera le roi de Castille Alphonse VI ; Pons de Melgueil (1109-1122) est apparenté aux comtes d'Auvergne et de Toulouse ; Pierre de Montboissier, dit le Vénérable (1122-1156), est issu d'une famille seigneuriale d'Auvergne[source insuffisante]. Aimard (942-948) est le seul abbé issu d'un milieu modeste.

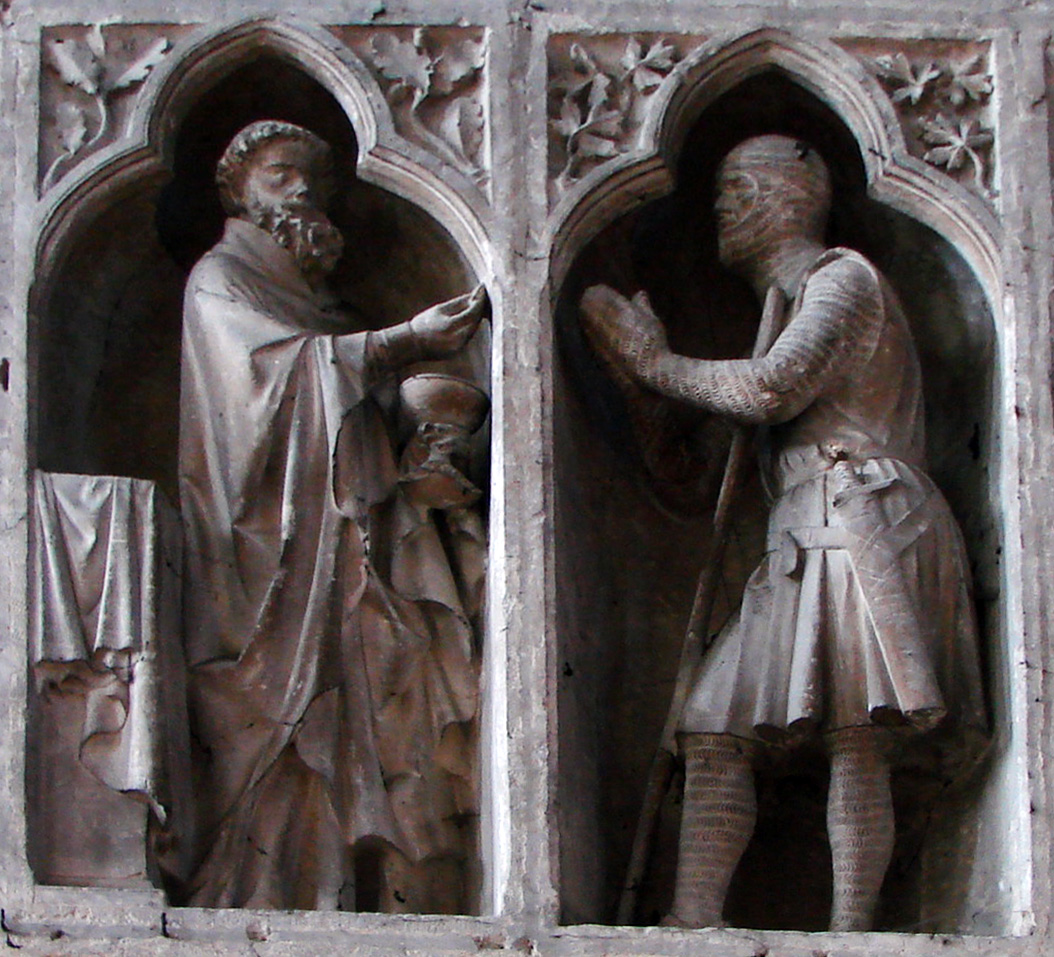
La Paix de Dieu est un mouvement conciliaire mené par les ecclésiastiques en vue de moraliser la conduite des guerriers.

Pour favoriser la conversion des populations païennes, le culte des saints, et donc des reliques, a été vivement encouragé dès le VIe siècle. La possession de reliques par les monastères et autres édifices religieux est très prisée, car l'afflux de pèlerins qu'elles entraînent est source de bénéfices importants. Les pèlerinages se développent intensément, et c'est d'ailleurs sur les chemins de Saint-Jacques-de-Compostelle que Cluny étend son influence à cette époque.
Les invasions du IXe siècle entraînent leur lot de malheurs. On prend l'habitude, à cette époque, de sortir les reliques de leur sanctuaire, en particulier pour des processions lors des calamités publiques, et pour réclamer la justice contre les ennemis ou les usurpateurs d'une église[source insuffisante]. Cet usage s'applique aussi aux déprédations dues aux seigneurs locaux : c'est d'un de ces rassemblements expiatoires que démarre le mouvement de la Paix de Dieu. On dénombre 21 assemblées de paix, mais nous ne connaissons les décrets que pour seulement 8 d'entre elles[source insuffisante]. Il s'agit d'assemblées, réunies en plein champ, dans des lieux choisis pour leur très antique sociabilité populaire, au cours desquelles les évêques font jurer la paix. Si la Paix de Dieu se base sur un mouvement populaire dans sa première phase (989-1010), elle bénéficie ensuite du soutien du roi Robert II le Pieux et de la haute noblesse, qui y voient un moyen de structurer et de pacifier le royaume[source insuffisante]. Les conciles en Aquitaine ont souvent été convoqués par le duc Guillaume V d'Aquitaine. Si la contestation paysanne a un caractère antiseigneurial, l'Église ne cherche pas à se substituer au pouvoir central, mais plutôt à moraliser la conduite de la noblesse. Les serments établissent un compromis juridique et foncier entre laïcs armés et ecclésiastiques : ils institutionnalisent la seigneurie. La lutte de l'Église contre les violences seigneuriales assoit aussi, par les décisions de ses conciles, le nouvel ordre social organisant la société en trois ordres. Ce mouvement est renforcé dans un deuxième temps par la Trêve de Dieu qui est tout autant soutenue par Cluny.[réf. nécessaire]

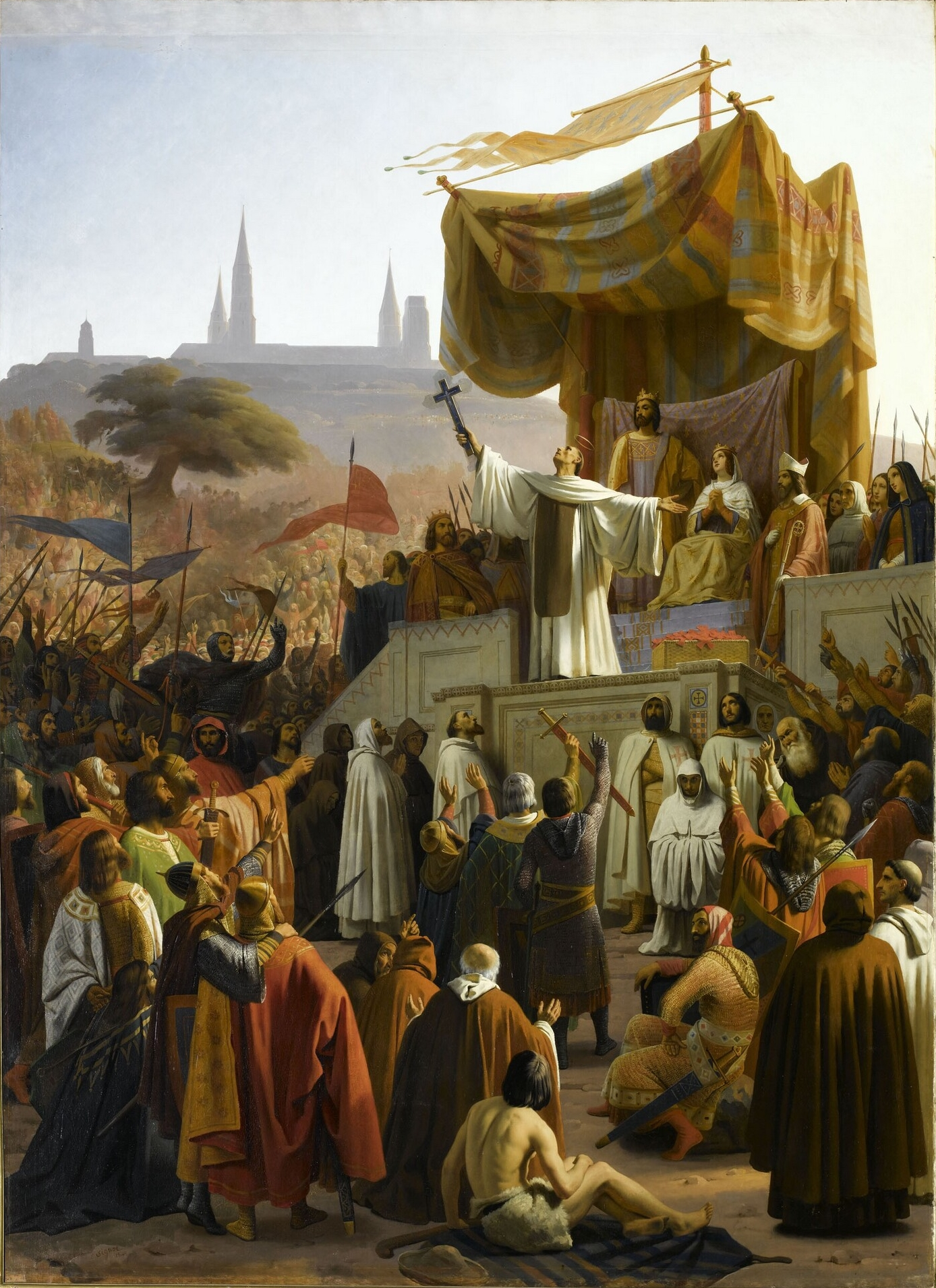
Bernard de Clairvaux prêchant la 2e croisade, à Vézelay, en 1146.

Par la Paix de Dieu, l'Église ne cherche pas à interdire la guerre et à promouvoir la paix : elle moralise la paix et la guerre en fonction de leurs objectifs et de ses intérêts. C'est en cela que la Paix de Dieu constitue une étape préparatoire importante de la formation de l'idée de croisade.[réf. nécessaire]
Les ducs et comtes retrouvent assez de pouvoir pour reprendre en main le mouvement de paix : en 1047, en Normandie, la Paix de Dieu devient la paix du duc (concile de Caen) ; en 1064, en Catalogne, elle devient la paix du comte. Dans le même temps, la paix s'internationalise, s'étendant aux pays voisins de la France : Catalogne, Angleterre, pays germaniques. La papauté conforte enfin le mouvement : Urbain II, ancien moine clunisien, reprend lors du concile de Clermont (1095) les dispositions promulguées aux conciles de paix. Il y invite tous les chrétiens à observer entre eux une paix perpétuelle et à aller combattre l'hérétique. C'est ainsi que la Paix de Dieu débouche sur la Croisade.[réf. nécessaire]
Le XIIe siècle, en même temps qu'il est période de reconstruction du pouvoir royal, voit se transformer ce mouvement de paix. Durant la première moitié du siècle, le roi reprend en main le domaine royal, faisant reculer les ambitions des châtelains. Dans le même temps, l'Église et la papauté font de nouveau appel aux autorités civiles (roi et princes) pour assurer les prérogatives judiciaires. C'est dans le cadre de cette restauration de l'autorité royale que le roi Louis VII récupère en 1155 l'institution de paix : la Paix de Dieu devient la Paix du roi.[réf. nécessaire]

## Féodalité: relations entre guerriers
La féodalité, comme relation entre professionnels de la guerre, est née entre Loire et Meuse au IXe siècle, de la déliquescence de l'Empire carolingien détruit par les agressions extérieures (Normands, Sarrasins, Hongrois) et morcelé à l'intérieur entre les héritiers et leurs partisans. Elle s'étendit à l'Allemagne, l'Italie du Nord, l'Espagne chrétienne dans un premier temps, puis à l'Italie du Sud, à l'Angleterre par la conquête normande, et fut transposée dans les États latins d'Orient avec les croisades. Ce mode d'organisation politico-sociale s'est développé dans une société presque exclusivement rurale, sous-peuplée, où la richesse et la puissance se confondent avec la possession de la terre.[réf. nécessaire]
Ce système est né de la disparition de toute autorité publique et de l'insécurité majeure : invasions extérieures, guerres à l'intérieur d'un royaume, famines (souvent issues des guerres). Il implique la prédominance d'une caste de guerriers professionnels (qui n'existe pas à proprement parler à l'époque mérovingienne) et des relations d'homme à homme, qui permettent son extension à toute la société par la suite. La féodalité est issue de la présence d'un régime seigneurial dès la fin de l'Empire romain, où l'aristocratie guerrière s'était partagée la terre. Elle y agrège le régime vassalique de l'époque mérovingienne, où les hommes libres se mettent au service d'un puissant contre sa protection et contre un bénéfice s'il n'est pas propriétaire. Ces bénéfices étaient aussi attribués comme récompense aux compagnons (comes, qui donne comte) du puissant.[réf. nécessaire]
Ce système de liens personnels hiérarchisé fut utilisé et renforcé par les Carolingiens qui y voyaient un moyen d'être à la tête de tous les hommes libres. Cependant, les invasions du IXe siècle brisent le lien envers le souverain et renforcent les pouvoirs des puissants locaux : comtes, ducs, marquis. La hiérarchie se met en place, le clergé s'y intègre. Le seul privilège du roi est, en France, de ne prêter en général hommage à personne.[réf. nécessaire]
En 987, Hugues Capet consomme le triomphe de la féodalité en renversant la dynastie régnante ; mais aussi, dès la même époque commence la lutte du pouvoir royal contre la féodalité. Hugues Capet et ses premiers successeurs ne sont encore vraiment souverains que dans leurs domaines personnels.

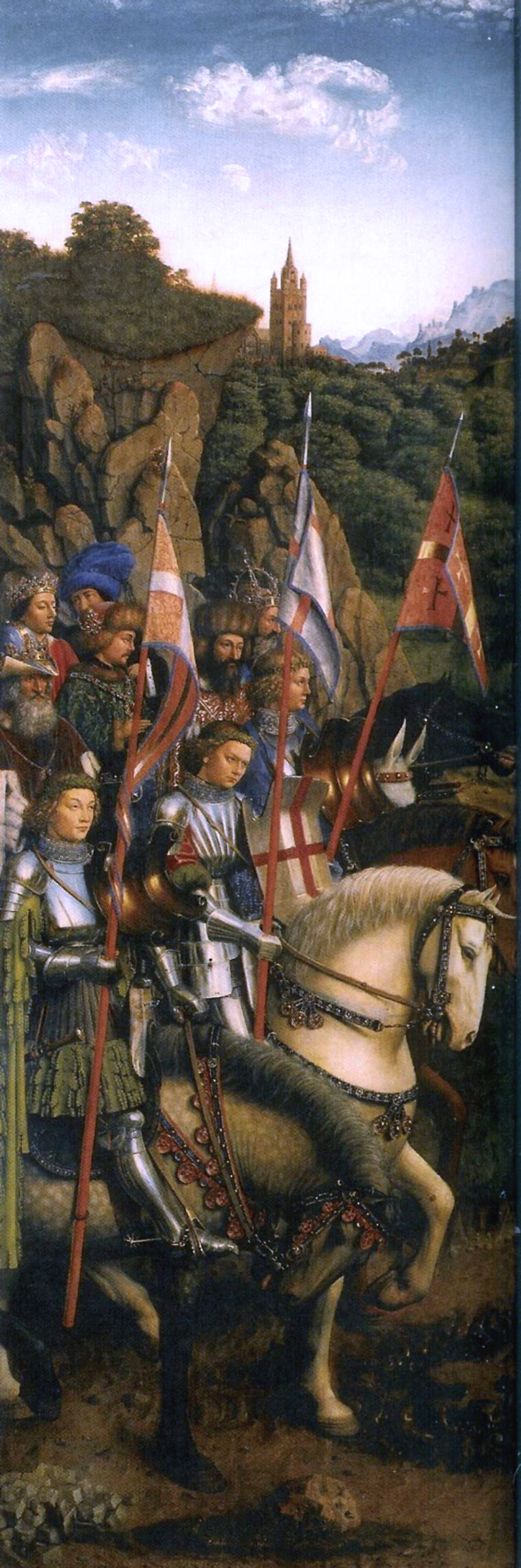
Chevaliers du Christ par Jan van Eyck.

Au XIIe siècle, la féodalité se modifie, avec l'arrêt des invasions, l'expansion démographique et économique. La chevalerie, base du système, se ferme et devient uniquement héréditaire. L'aide du vassal se limite aux quatre cas (aide aux quatre cas). Son fief devient sa pleine propriété et le roi de France renforce son pouvoir (notamment par la procédure de l'appel judiciaire).[réf. nécessaire]

## Organisation féodale: la société

Les trois états : ceux qui prient, ceux qui font la guerre, ceux qui travaillent la terre.

Tout comme la disparition de la puissance centrale avait favorisé l'apparition de principautés, les désordres publics qu'elle avait entraînés avaient suscité un fort sentiment d'insécurité. Sur le modèle des relations d'homme à homme, des liens se créèrent entre la classe guerrière et la classe des paysans. Dans le système tel que présenté par les élites médiévales, pour l'essentiel cléricales, le chevalier assurait la protection aux paysans, qui en échange lui fournissaient subsistance et moyens de s'équiper.
La protection revêtait plusieurs formes :
- guerrière : combat personnel du chevalier contre des attaques ;
- défensive : abri procuré par le château pour les personnes, le bétail et les récoltes ;
- chasse : autant qu'un entraînement à la guerre, la chasse avait une utilité pour la communauté paysanne, qui se voyait ainsi débarrassée des animaux sauvages destructeurs des cultures (cerfs, daims, chevreuils, sangliers) ou menaçants pour le bétail (loups, renards, ours).

## Déclin du système féodal
Dans un premier temps, le système féodal s'est avéré efficace face aux invasions. Mais, celles-ci achevées, il n'a pas tardé à se créer une situation d'anomie due à la multiplicité des conflits locaux entre seigneurs, professionnels de la guerre. De plus, l'éclatement de la souveraineté en une multitude de principautés indépendantes a considérablement réduit le pouvoir du roi. Sa seule attribution demeure la suzeraineté, qui en fait le « seigneur suprême ». L'historiographie traditionnelle appelle cette période de déclin des XIe et XIIe siècles l'« anarchie féodale », bien que l'État royal ne se construise pas contre cette anarchie mais pour l'« ordre féodal ».
Ce sont les Capétiens qui, en s'appuyant sur le système féodal pour augmenter constamment leur domaine personnel, lui portent le coup fatal en France. Le roi s'impose en jouant au maximum de sa suzeraineté et en exploitant les permanentes dissensions de ses vassaux. Ainsi, dans le courant du XIIe siècle, se met en place la monarchie féodale qui use des obligations vassaliques pour forcer à l'obéissance les grands seigneurs territoriaux.
Louis VI est le premier qui attribue à la royauté un rang particulier. L'établissement des communes, en fournissant au roi un auxiliaire contre la puissance des vassaux, les croisades, en forçant les seigneurs à engager à la Couronne des domaines qu'ils ne purent depuis recouvrer, portent les premiers coups à la féodalité. Philippe Auguste, Saint Louis, Philippe le Bel, soit par la force des armes, soit par jugement, achat, donation, succession, réunissent nombre de fiefs au domaine royal. Leurs successeurs, devenus plus forts, attaquent victorieusement les privilèges des feudataires.
À la fin du XIIIe siècle, la féodalité est déjà pratiquement vidée de tout son contenu. Elle évolue vers le régime seigneurial, ensemble de charges et de redevances héritées du passé qui pèsent sur la paysannerie et progressivement apparaissent dépourvues de sens, puisque le seigneur, en contrepartie, n'a plus d'obligation précise. C'est Louis XI qui effectue les acquisitions décisives qui lui permettent de ne plus dépendre de l'aide de ses vassaux pour soumettre une révolte de ceux-ci, aussi étendue soit-elle. Le traité du Verger (1488), qui conclut la Guerre folle entre les grands vassaux et son fils Charles VIII, est un des tout derniers actes relevant vraiment du droit féodal : c'est encore un engagement entre deux hommes. Moins de dix ans plus tard, le contrat de mariage de Louis XII et Anne de Bretagne est un engagement entre deux pays puisqu'il est destiné à rester valable après la mort des deux époux. Dès lors, le système féodal français n'est plus qu'une coquille vide et le Moyen Âge est terminé[réf. nécessaire].
La féodalité se prolonge au-delà du Moyen Âge par la survivance de droits et de privilèges attachés aux propriétaires (l'Église ou la noblesse). Il faudra attendre la Révolution française et la nuit du 4 août 1789 pour qu'il soit mis fin à cette situation et que soit abolie la société d'ordres. Les révolutionnaires parlaient de « féodalité » ; or ils voulaient dénoncer le régime seigneurial, la vraie féodalité ayant disparu avec le Moyen Âge. La Révolution propagea cette abolition en Europe occidentale par les guerres de la Révolution et de l'Empire (recès d'Empire).

### Émergence de la bourgeoisie
Depuis la renaissance de l'an mille où elle s’est structurée, la société médiévale a considérablement évolué. L’Europe a fortement progressé techniquement, artistiquement et démographiquement. Les villes se sont développées, créant de nouvelles classes sociales centrées sur l’artisanat et le commerce. Le système féodal et religieux à trois ordres instauré depuis le mouvement de la Paix de Dieu est adapté à une société agricole et décentralisée : la noblesse protège les terres et rend la justice ; les religieux sont les guides spirituels de la communauté : ils s’occupent des œuvres sociales et contribuent à maintenir et développer la culture ; quant aux paysans, par leur travail, ils assurent la fonction productrice.

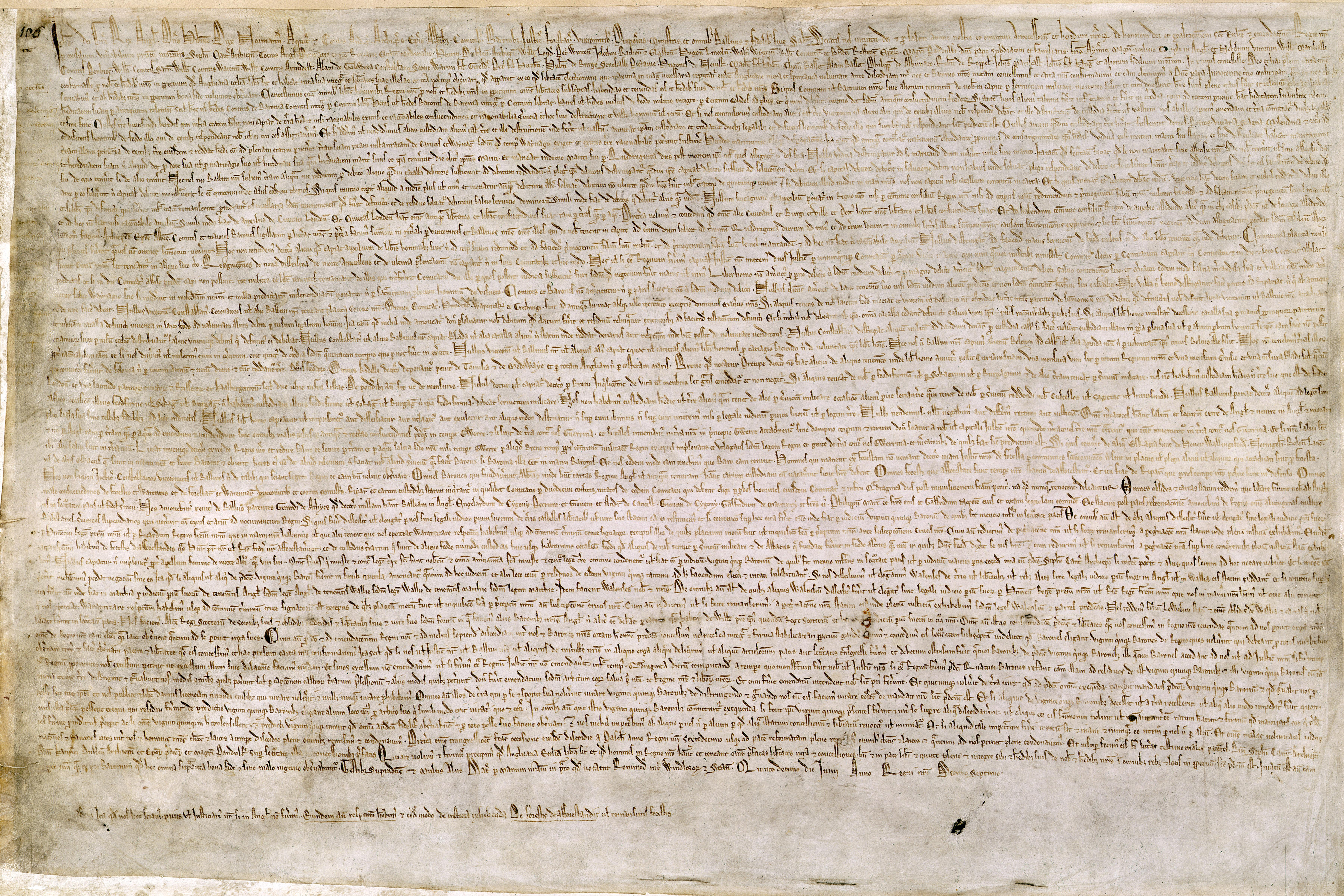
Grande Charte, copie de 1225.

À partir de la fin du XIIIe siècle, l’équilibre entre les trois ordres se rompt. Le développement des villes a nécessité la création d’un État centralisé rendant justice, unifiant la monnaie et devant protéger le pays contre les attaques éventuelles de royaumes capables de lever des armées importantes. Une telle structure doit être financée et l’État a d’autant plus besoin de ressources financières que le système féodal se maintient par la redistribution de richesses vers ses vassaux. Le grand patriciat commerçant possède des ressources financières très abondantes qu’il prête aux princes et aux ecclésiastiques : il devient un acteur incontournable.
En France, ne disposant pas d’une administration suffisante et voulant limiter la puissance des grands féodaux, les Capétiens délèguent aux bourgeois de plus en plus de pouvoirs politiques, fiscaux et judiciaires, créant de véritables zones franches aux grands carrefours commerciaux. La multiplication des affaires à régler a rendu impossible leur seul traitement par les rois et la grande noblesse, qui ont alors délégué une partie de leurs pouvoirs judiciaires à des parlements et autres cours de justice. À l’époque, plutôt que d’entretenir une coûteuse administration, les souverains ont pris l’habitude de faire prélever les taxes par de riches particuliers qui leur cèdent le montant souhaité et se remboursent en percevant les impôts pour leur compte, ce qui leur assure de confortables bénéfices. En Angleterre, les revers de Jean sans Terre contre Philippe Auguste conduisent les barons anglais à lui imposer en 1215 la Magna Carta, la Grande Charte, qui institue, entre autres, la liberté des villes et le contrôle de la fiscalité par le Parlement.
En France, Philippe le Bel instaure des états généraux où la noblesse, le clergé et les villes sont représentés, pour disposer d'une légitimité à lever des impôts y compris sur les terres d’Église et rassembler la nation naissante pour faire bloc contre le pape qui ne peut accepter de telles taxes et proclame la primauté du spirituel sur le temporel (par la bulle pontificale Unam Sanctam de 1302, Boniface VIII revendique l’instauration d’une théocratie).
D’autre part, pour les besoins du commerce, puis pour sa propre ascension sociale, le patriciat urbain prend en charge une partie de la culture, créant des écoles laïques et finançant un mécénat culturel. De la même manière, il finance nombre d’œuvres sociales[source insuffisante]. La plupart des innovations techniques sont alors le fait de laïcs, ingénieurs, architectes (tels Villard de Honnecourt), artisans (tels Jacopo Dondi et son fils Giovanni, concepteurs de l’horloge à échappement). Le clergé perd une partie de son rôle culturel ou social dans les espaces urbains.
Pour obtenir le rôle politique que leur importance croissante dans la société devrait leur donner, de nombreux bourgeois tentent d’être anoblis. C’est la voie que choisit par exemple Robert de Lorris qui, devenu proche conseiller de Jean le Bon, use de son soutien ou d’alliances matrimoniales judicieuses pour placer ses proches. La haute bourgeoisie adopte des comportements qui rappellent ceux de la noblesse : par exemple, la prévôté organise en 1330 un tournoi où les bourgeois combattent comme des chevaliers. Ceux qui, comme Étienne Marcel, n’appartiennent pas au cercle très restreint du pouvoir sous Jean le Bon et dont la promotion sociale est bloquée deviennent les plus fervents promoteurs d’une réforme politique qui doit aboutir au contrôle de la monarchie par les États.

### Crise de la féodalité
Alors que, sous l’effet des progrès des techniques agraires et des défrichements, la population s’accroît en Occident depuis le Xe siècle, on franchit un seuil qui dépasse les capacités de production agricole dans certaines zones d’Europe dès la fin du XIIIe siècle. Par le jeu des partages successoraux, les parcelles se réduisent : elles n’ont plus en 1310 que le tiers de leur superficie moyenne de 1240. Certaines régions comme les Flandres sont en surpopulation et essayent de gagner des terres cultivables sur la mer ; néanmoins, pour couvrir leurs besoins, elles optent pour une économie de commerce permettant d’importer les denrées agricoles. En Angleterre, dès 1279, 46 % des paysans ne disposent que d’une superficie cultivable inférieure à 5 hectares ; or, pour nourrir une famille de 5 personnes, il faut de 4 à 5 hectares. La population rurale s’appauvrit, le prix des produits agricoles baisse et les revenus fiscaux de la noblesse diminuent alors que la pression fiscale augmente et donc les tensions avec la population rurale. Beaucoup de paysans tentent alors leur chance comme saisonniers dans les villes pour des salaires très faibles engendrant aussi des tensions sociales en milieu urbain. Le refroidissement climatique et l’évolution de l’économie vers la spécialisation de la production et le commerce provoquent de mauvaises récoltes, qui se traduisent, du fait de la pression démographique, en famines (qui avaient disparu depuis le XIIe siècle) dans le nord de l’Europe, en 1314, 1315 et 1316 : Ypres perd ainsi 10 % de sa population et Bruges 5 % en 1316.
La noblesse doit compenser la diminution de ses revenus fonciers et la guerre est un excellent moyen pour y parvenir, par les rançons perçues après capture d’un adversaire, le pillage et l’augmentation des impôts justifiée par la guerre. C’est ainsi que la noblesse pousse à la guerre, et particulièrement la noblesse anglaise dont les revenus fonciers sont les plus touchés. En France, le roi Philippe VI a besoin de renflouer les caisses de l’État et une guerre permettrait de lever des impôts exceptionnels.
L’essor du commerce a rendu certaines régions dépendantes économiquement de l’un ou de l’autre royaume. À cette époque le transport de fret se fait essentiellement par voie maritime ou fluviale. La Champagne et la Bourgogne alimentent Paris via la Seine et ses affluents et sont donc pro-françaises. La Normandie est partagée, car elle est le point d’union entre ce bassin économique et la Manche qui devient une zone d’échanges de plus en plus intenses, grâce aux progrès des techniques maritimes (le contournement de la péninsule ibérique par les navires italiens devient de plus en plus fréquent). L’Aquitaine qui exporte son vin en Angleterre, la Bretagne qui exporte son sel et les Flandres qui importent la laine britannique ont tout intérêt à être dans la sphère d’influence anglaise.
Ainsi, les marchands flamands, en voulant échapper à la pression fiscale française, se révoltent de manière récurrente contre le roi de France ; d’où les batailles successives de Courtrai en 1302 (où la chevalerie française est balayée et où les bourgeois flamands montrent que les villes peuvent battre militairement l’ost royal), de Mons-en-Pévèle en 1304 et de Cassel en 1328 (où Philippe VI mate les rebelles flamands). Les Flamands apportent leur soutien au roi d’Angleterre, déclarant même en 1340 qu’Édouard III est le légitime roi de France. Les deux États ont donc intérêt à augmenter leurs possessions territoriales pour accroître leurs rentrées fiscales et renflouer leurs finances. Dès lors, les intrigues des deux rois pour faire passer la Guyenne, la Bretagne et la Flandre sous leur influence conduisent rapidement à une guerre entre les deux États qui durera 116 ans. Les conséquences de cette guerre interminable furent lourdes pour le commerce, d’autant qu’elles avaient entraîné une augmentation de la pression fiscale.

### Fin des droits féodaux en France
Avant la Révolution française, la dénonciation des droits féodaux fut conduite par deux courants, pour aboutir à l'abolition des privilèges lors de la Nuit du 4 août 1789 :

#### Ministres du roi
Il s'agissait d'asseoir le pouvoir central et, en supprimant les particularités et les droits seigneuriaux, de rendre tous les hommes directement sujets du roi. Le servage et les corvées étaient rendus responsables de la mauvaise exploitation des terres et de divers désordres. Le roi avait déjà aboli ces droits dans ses propres domaines, mais il fallait exiger les mêmes réformes chez les nobles et également sur les terres des abbayes. Turgot échoua à supprimer les droits féodaux, mais inspira divers ouvrages : Inconvénients des droits féodaux de Boncerf, juriste de Besançon ; De l'administration provinciale et de la réforme de l'impôt, de Letrosne (1779) ; Considérations sur le gouvernement ancien et présent de la France de d'Argenson (1784) ; Correspondance d'un homme d'État avec un publicicite sur la question de savoir si le roi peut affranchir les serfs des seigneurs à charge d'indemnité (1789).

#### Réformateurs des Lumières
À la même époque, un autre courant, plus polémique et contestataire, dénonçait les situations insupportables et l'arbitraire qu'engendrait toute forme même atténuée de féodalité. Se plaçant sur le plan de la dignité des hommes, il était constitué par les philosophes des Lumières : Voltaire, Rousseau, Diderot, Montesquieu. Mais plusieurs ouvrages furent publiés quelques mois ou au moment même de la rédaction des cahiers de doléance, manquant selon plusieurs études d'une certaine spontanéité : Des banalités de Frémainville ; Des droits de justice de Baquet ; Mémoires pour servir à l'histoire du comté de Bourgogne de Dunod de Charnage ; Mémoires historiques sur la ville d'Alençon et sur ses seigneurs d'Odolant Desnos. Au dernier moment paraissent d'autres livres : Modestes observations sur le « Mémoire des princes » faites au nom de 23 millions de citoyens français de G. Brizard (1788) ; Mémoire sur les moyens d'améliorer en France les conditions des laboureurs, des journaliers, des hommes de peine vivant dans les campagnes et celles de leurs femmes et de leurs enfants de S. Cliquot de Blerwache ; Cri de la raison ou Examen approfondi des lois et des coutumes qui tiennent dans la servitude mainmortable quinze mille sujets du roi de l'abbé Clerget (1789).

## Angleterre, Royaume-Uni
Au sein du royaume d'Angleterre, la féodalité n'a été introduite qu'avec la conquête normande. Elle a eu beaucoup de mal à s'implanter et a pris fin avec la dynastie des Tudors et la Renaissance anglaise (XVIe siècle). Toutefois, un régime seigneurial a subsisté en Écosse jusqu'en 2001 et resta en vigueur sur l'île de Sercq jusqu'au 4 octobre 2006.

## Allemagne
Sous Louis le Germanique, dans le royaume de Germanie, puis durant le Saint-Empire romain germanique, la notion de fief public a toujours été active jusqu'à l'Interrègne (1250-1273). Les empereurs s'appuyaient sur des réseaux de fidélité stables, des chevaliers serfs devant tout à l'empereur, et surtout une expansion géographique de nature à alimenter constamment le système en terres publiques nouvelles, distribuées par la suite aux fonctionnaires royaux. Le système se grippe, à l'image du système carolingien, à partir du moment où il se heurte à des États aussi bien organisés que lui : la parade est alors trouvée par les Angevins de Naples, roi de Naples, de Hongrie, de Croatie, podestat de Florence, seigneur de Parme, prince de Duras… qui empilent des couronnes, modèle pour les Jagellon et les Habsbourgs. Les fidèles peuvent alors être récompensés en terres et en fonctions publiques dans les royaumes les moins densément peuplés. Ce système est celui adopté par les Habsbourgs lors de la reconquête de la plaine de Hongrie au XVIIIe siècle. En outre, les fréquentes descentes italiennes des empereurs, avec le butin qu'elles génèrent, leur permettent de garder la haute main sur les terres publiques, les fidélités étant récompensées en cadeaux et en fiefs de bourse.